# Маврово (дем Костур)
Вижте пояснителната страница за други значения на Маврово.
Ма̀врово (на гръцки: Μαυροχώρι, Маврохори, катаревуса: Μαυροχώριον, Маврохорион, до 1928 година Μαύροβο, Маврово, катаревуса: Μαύροβον, Мавровон) е село в Егейска Македония, Република Гърция, дем Костур, област Западна Македония. В селото има Восъчен музей на фолклора и праисторията.

## География
Селото се намира на източния бряг на Костурското езеро, точно срещу демовия център Костур (Кастория) на левия бряг на Стара река (Ксиропотамос), която в миналото е заблатявала целия район.

## История

### В Османската империя
В XV век в Маврово са отбелязани поименно 178 глави на домакинства. В османските данъчни регистри от средата на XV век Маврово е споменато със 108 глави на семейства и 10 неженени:
| Жители на Маврово в средата на XV век | Жители на Маврово в средата на XV век | Жители на Маврово в средата на XV век |
| Номер                                 | Име                                   | Бележка                               |
| ------------------------------------- | ------------------------------------- | ------------------------------------- |
| 1.                                    | Папа Киряк                            |                                       |
| 2.                                    | Дуко                                  |                                       |
| 3.                                    | Павло                                 |                                       |
| 4.                                    | Стамат                                |                                       |
| 5.                                    | Паско                                 |                                       |
| 6.                                    | Михо                                  |                                       |
| 7.                                    | Сърдан                                |                                       |
| 8.                                    | Васо                                  |                                       |
| 9.                                    | Стане                                 |                                       |
| 10.                                   | Никола                                |                                       |
| 11.                                   | Нико                                  |                                       |
| 12.                                   | Богдан                                |                                       |
| 13.                                   | Михос                                 |                                       |
| 14.                                   | Яно                                   |                                       |
| 15.                                   | Михал                                 |                                       |
| 16.                                   | Яно                                   |                                       |
| 17.                                   | Тодор                                 |                                       |
| 18.                                   | Димо                                  |                                       |
| 19.                                   | Янос                                  |                                       |
| 20.                                   | Михал                                 |                                       |
| 21.                                   | Михо                                  |                                       |
| 22.                                   | Мано                                  |                                       |
| 23.                                   | Михо                                  |                                       |
| 24.                                   | Петро                                 |                                       |
| 25.                                   | Райкос                                |                                       |
| 26.                                   | Джуркос                               |                                       |
| 27.                                   | Томо                                  |                                       |
| 28.                                   | Яно                                   |                                       |
| 29.                                   | Георги                                |                                       |
| 30.                                   | Васил                                 |                                       |
| 31.                                   | Никола                                |                                       |
| 32.                                   | Торник                                |                                       |
| 33.                                   | Тодор                                 |                                       |
| 34.                                   | Стайко                                |                                       |
| 35.                                   | Петру                                 |                                       |
| 36.                                   | Стамат                                |                                       |
| 37.                                   | Яно                                   |                                       |
| 38.                                   | Васо                                  |                                       |
| 39.                                   | Никола                                |                                       |
| 40.                                   | Йован                                 |                                       |
| 41.                                   | Драгиня                               |                                       |
| 42.                                   | Станислав                             |                                       |
| 43.                                   | Стайко                                |                                       |
| 44.                                   | Гюрко                                 |                                       |
| 45.                                   | Михо                                  |                                       |
| 46.                                   | Яно                                   |                                       |
| 47.                                   | Никола                                |                                       |
| 48.                                   | Тодор                                 |                                       |
| 49.                                   | Димитри                               |                                       |
| 50.                                   | Стайко                                |                                       |
| 51.                                   | Мелко                                 |                                       |
| 52.                                   | Гин                                   |                                       |
| 53.                                   | Станиша                               |                                       |
| 54.                                   | Нико                                  |                                       |
| 55.                                   | Димос                                 |                                       |
| 56.                                   | Куман                                 |                                       |
| 57.                                   | Пройо                                 |                                       |
| 58.                                   | Димо                                  |                                       |
| 59.                                   | Яно                                   |                                       |
| 60.                                   | Стайо                                 |                                       |
| 61.                                   | Новак                                 |                                       |
| 62.                                   | Йорко                                 |                                       |
| 63.                                   | Стойко                                |                                       |
| 64.                                   | Койо                                  |                                       |
| 65.                                   | Стамат                                |                                       |
| 66.                                   | Бардо                                 |                                       |
| 67.                                   | Никола                                |                                       |
| 68.                                   | Васо                                  |                                       |
| 69.                                   | Мелко                                 |                                       |
| 70.                                   | Мавро                                 |                                       |
| 71.                                   | Яно                                   |                                       |
| 72.                                   | Филип                                 |                                       |
| 73.                                   | Димос                                 |                                       |
| 74.                                   | Стоян                                 |                                       |
| 75.                                   | Мано                                  |                                       |
| 76.                                   | Йорги                                 |                                       |
| 77.                                   | Краислав                              |                                       |
| 78.                                   | Кортуш                                |                                       |
| 79.                                   | Дуйо                                  |                                       |
| 80.                                   | Милчо                                 |                                       |
| 81.                                   | Йорко                                 |                                       |
| 82.                                   | Добри                                 |                                       |
| 83.                                   | Димо                                  |                                       |
| 84.                                   | Йорко                                 |                                       |
| 85.                                   | Димос                                 |                                       |
| 86.                                   | Глигур                                |                                       |
| 87.                                   | Добри                                 |                                       |
| 88.                                   | Яно                                   |                                       |
| 89.                                   | Павел                                 |                                       |
| 90.                                   | Папа Яно                              |                                       |
| 91.                                   | Васо                                  |                                       |
| 92.                                   | Райко                                 |                                       |
| 93.                                   | Мартин                                |                                       |
| 94.                                   | Владо                                 |                                       |
| 95.                                   | Никола                                |                                       |
| 96.                                   | Стайко                                |                                       |
| 97.                                   | Васо                                  |                                       |
| 98.                                   | Тодор                                 |                                       |
| 99.                                   | Алекса                                |                                       |
| 100.                                  | Дабижив                               |                                       |
| 101.                                  | Стоян                                 |                                       |
| 102.                                  | Тодор                                 |                                       |
| 103.                                  | Коста                                 |                                       |
| 104.                                  | Грубан                                |                                       |
| 105.                                  | Падарос                               |                                       |
| 106.                                  | Мара                                  | вдовица                               |
| 107.                                  | Кала                                  | вдовица                               |
| 108.                                  | Ирина                                 | вдовица                               |
| 109.                                  | Тодора                                | вдовица                               |
| 110.                                  | Тодора                                | вдовица                               |
| 111.                                  | Кала                                  | вдовица                               |
| 112.                                  | Кала                                  | вдовица                               |
| 113.                                  | Илина                                 | вдовица                               |
| 114.                                  | Гира                                  | вдовица                               |
| 115.                                  | Кала                                  | вдовица                               |

Общият приход за империята от селото е 6980 акчета.
В XIX век Маврово е голямо смесено село в Костурска каза на Османската империя. В началото на XIX век френският консул при Али паша Янински Франсоа Пуквил споменава Маврово и Крепени в околността на Костур и добавя, че:
| „ | ...околните жители, разбират само своя език, българският... | “ |

Църквата „Свети Димитър“ е изградена в 1869 година на основите на по-стар храм.
Александър Синве („Les Grecs de l’Empire Ottoman. Etude Statistique et Ethnographique“), който се основава на гръцки данни, в 1878 година пише, че в Мавровон (Mavrovon) живеят 1200 гърци. В „Етнография на вилаетите Адрианопол, Монастир и Салоника“, издадена в Константинопол в 1878 година и отразяваща статистиката на населението от 1873 година Маврово (Mavrovo) е посочено като село със 75 домакинства и 250 жители българи.
В 1889 година Стефан Веркович („Топографическо-этнографическій очеркъ Македоніи“) пише за Маврово:
| „ | На изток от езерото, на час и половина разстояние от Костур (на другия бряг) се намира село Маврово, което лежи в много плодородна местност. В съботите става пазар. Жителите му са турци и българи. | “ |

Атанас Шопов посещава Маврово и в 1893 година пише:
| „ | Маврово е почти погърчено село. Види се на тамошните селяни са имали и имат голямо влияние костурските първенци, а може би и гъркоманите от голямото село Горенци, дето елинската култура е пуснала доста дълбоки корени. | “ |

Според статистиката на Васил Кънчов („Македония. Етнография и статистика“) в 1900 година Маврово има 325 жители българи, 450 турци и 230 гърци.
На Етнографската карта на Битолския вилает на Картографския институт в София от 1901 година Маврово е смесено българо-влашко-турско село в Костурската каза на Корчанския санджак със 180 къщи.
В началото на XX век Маврово патриаршистко село. По данни на секретаря на екзархията Димитър Мишев („La Macédoine et sa Population Chrétienne“) в 1905 година в Маврово няма гърци, а само 960 българи патриаршисти гъркомани и в селото функционира гръцко училище.
| Гръцки революционен комитет в Маврово в началото на XX век | Гръцки революционен комитет в Маврово в началото на XX век | Гръцки революционен комитет в Маврово в началото на XX век |
| Име                                                        | Име                                                        | Позиция                                                    |
| ---------------------------------------------------------- | ---------------------------------------------------------- | ---------------------------------------------------------- |
| 1. Христаки Попставрев                                     | Χρηστάκης Παπασταύρος                                      | председател                                                |
| 2. Васил Вуйчев                                            | Βασίλειος Βουίτσης                                         | касиер                                                     |
| 3. Наум Попставрев                                         | Ναούμ Παπασταύρος                                          | член                                                       |
| 4. Димитър Вуйчев                                          | Δημήτριος Βουίτσης                                         | член                                                       |
| 5. Атанас Мавронски                                        | Αθανάσιος Μαυροβίτης                                       | член                                                       |
| 6. Дамян Главов                                            | Δαμιανός Γκλάβας                                           | член                                                       |
| 7. Георги Казамов                                          | Γεώργιος Καζαμίας                                          | член                                                       |
| 8. Апостол Гечов                                           | Απόστολος Γκέτσιος                                         | член                                                       |
| 9. Васил Гечов                                             | Βασίλειος Γκέτσιος                                         | член                                                       |
| 10. Константин Попкиряков                                  | Κωνσταντίνος Παπακυριακού                                  | член                                                       |
| 11. поп Димитър Попставрев                                 | παπα-Δημήτριος Παπασταύρος                                 | свещеник                                                   |
| 12. поп Киряк Караджов                                     | παπα-Κυριάκος Καράτζιος                                    | свещеник                                                   |
| 13. поп Манол Бутков                                       | παπα-Μανόλης Μπούτκας                                      | свещеник                                                   |

Жителите на селото активно подпомагат гръцката въоръжена пропаганда в Македония в началото на XX век.
В 1901 година е изградена църквата „Света Варвара“. В 1903 година Наум Темчев, пристигнал в Костурско с владиката Григорий Пелагонийски да раздава помощи на пострадалото от Илинденското въстание население, пише за Маврово: „Маврово брои около 200 кѫщи. Половината отъ тѣхъ сѫ христиански. Христианитѣ говорятъ гръцки и български. Това село силно се влияе отъ града“.
Гръцка статистика от 1905 година представя селото като смесено гръцко-турско с 1200 жители гърци и 800 турци. Според Георги Константинов Бистрицки Маврово преди Балканската война има 50 турски и 150 гръцки къщи, които са „полупогърчени българи и цигани“.
При избухването на Балканската война в 1912 година един човек от Маврово се записва доброволец в Македоно-одринското опълчение. На 2 ноември 1912 година няколко първенци, сред които и учителят Диамандис Мандопулос са убити от турците.
На етническата карта на Костурското братство в София от 1940 година, към 1912 година Маврово е обозначено като българско селище.

### В Гърция
През войната селото е окупирано от гръцки части и остава в Гърция след Междусъюзническата война. Между 1914 и 1919 двама души от Маврово емигрират по официален път в България. В селото има едно политическо убийство. През 20-те години на XX век в Маврово на мястото на изселилите се в Турция турци са заселени гърци бежанци от Турция, които в 1928 са 287 или според други данни 72 семейства с 320 души.
Селото традиционно произвежда жито и тютюн.
Боривое Милоевич пише в 1921 година („Южна Македония“), че Маврово има 100 къщи славяни християни, 12 къщи погърчени славяни и власи и гърци и 120 къщи турци.
В „Етнография на Македония“, издадена в 1924 година, Густав Вайганд описва Маврово като гърцизирано село на българо-гръцката езикова граница:
| „ | Котловината на Кастория е българска, но самата Кастория както и Маврово са гръцки, респективно гърцизирани, в Хрупища гръцката партия е наистина много силна, но не може да става дума за гърцизиране. Гощерац е почти, Богатсико – напълно гърцизирано. Езиковата граница върви от Гощерац към моста на Смикси, на север лежащото Пишак е още българско, а обратно Витсани и Бубуща са гръцки. Долината на идващия от Грамости поток, на Белица, е българска до Хамотско, следващото Линотопи е албанско, а следващото Грамости – аромънско. | “ |

В 1928 селото е прекръстено на Маврохорион. През Втората световна война селото пострадва от италианските наказателни отряди.
Селото не пострадва силно по време на и Гражданската война. След войната започва емиграция отвъд океана. В 1968 година селото е прекръстено на Келетрон (на катаревуса Κέλετρον, на димотики Κέλετρο), но на следната 1969 година името Маврохори е върнато.
| Име      | Име       | Ново име | Ново име | Описание                              |
| -------- | --------- | -------- | -------- | ------------------------------------- |
| Паравица | Παραβίτσα | Милиес   | Μηλιές   | местност ЮИ от Маврово и З от Горенци |

| Година    | 1913 | 1920 | 1928 | 1940 | 1951 | 1961 | 1971 | 1981 | 1991 | 2001 | 2011 | 2021 |
| --------- | ---- | ---- | ---- | ---- | ---- | ---- | ---- | ---- | ---- | ---- | ---- | ---- |
| Население | 854  | 1026 | 1065 | 1272 | 1177 | 1244 | 1104 | 1372 | 1387 | 1409 | 1287 | 1270 |

## Личности
Родени в Маврово
- Константин Попставрев, гръцки андартски капитан
- Константин Тараванов (Κωνσταντίνος Ταραβάνης), гръцки андартски деец, агент от ІІІ ред, куриер и водач на чети[31]
- Леонидас Мавровитис (1873 – 1958), гръцки общественик и андартски деец, кмет на Костур
- Неджип Акиф Реджеп, арестуван преди април 1904 година, обвинен, че е „ограбил някои предмети от село Загоричани, което било запалено по време на бунта, предизвикан от българския комитет“,[32] лежал в Корчанския затвор, амнистиран с общата амнистия от 12 април 1904 година[33]
- Спиро Ставрев (1895 – ?), македоно-одрински опълченец, Трета рота на Четвърта битолска дружина[34]
- Тома Раджов (Θωμάς Ράτζος, Ράντζος), гръцки андартски деец, агент от ІІІ ред[31]
- Филипос Пецалникос (р. 1950), гръцки политик, депутат от ПАСОК, председател на гръцкия парламент
- Хрисо Бивулов (Χρυσός Μπίβουλας), гръцки андартски деец, агент от ІІІ ред на разположение на Герман Каравангелис от 1903 до 1912 година, след избухването на Балканската война е доброволец в четата на Георгиос Катехакис (Рувас) и е тежко ранен в дясната ръка в 1913 година, избран е за ръководител на сдружението на гръцките доброволци[31]

Други
- Йоанис Коренцидис (р. 1973), кмет на Костур, по произход от Маврово